# 伴正順
伴 正順（ばん まさより、1843年（天保14年） - 1908年（明治41年）6月14日）は、明治時代前半期の文部官僚、裁判官。旧土佐藩士。通称は権太夫（明治初年までは修吉もしくは周吉）。
開成学校（東京大学の前身の1つ）、東京外国語学校（東京外国語大学の前身）、宮城外国語学校の校長を歴任した。

## 来歴
天保14年（1843年）、土佐国潮江村に生まれる。京都在勤の小目付となっていた明治元年（1868年）1月、大目付本山只一郎らとともに、土佐藩に授けられた高松・松山2藩征討のための錦旗を京都から国元へ護送する命を受けた。しかし夜中に神戸を通過しようとしたところ、神戸事件により一帯を占拠していた外国兵に拘束され、錦旗の所在が一時不明となる事態に遭遇。事態収拾後、伴は任務を本山に託し、兵庫出張中の外国事務掛寺島宗則、岩下方平らを訪ねて外国人追及を主張し、さらに京都藩邸の執政深尾鼎、後藤象二郎にも訴え出たが聞きいれられず、職を辞して高知に帰った。翌2月、堺事件謝罪のため上京する藩主山内豊範に随行し、3月頃には新政府の議事所に出仕する土佐藩選出の貢士に抜擢された。

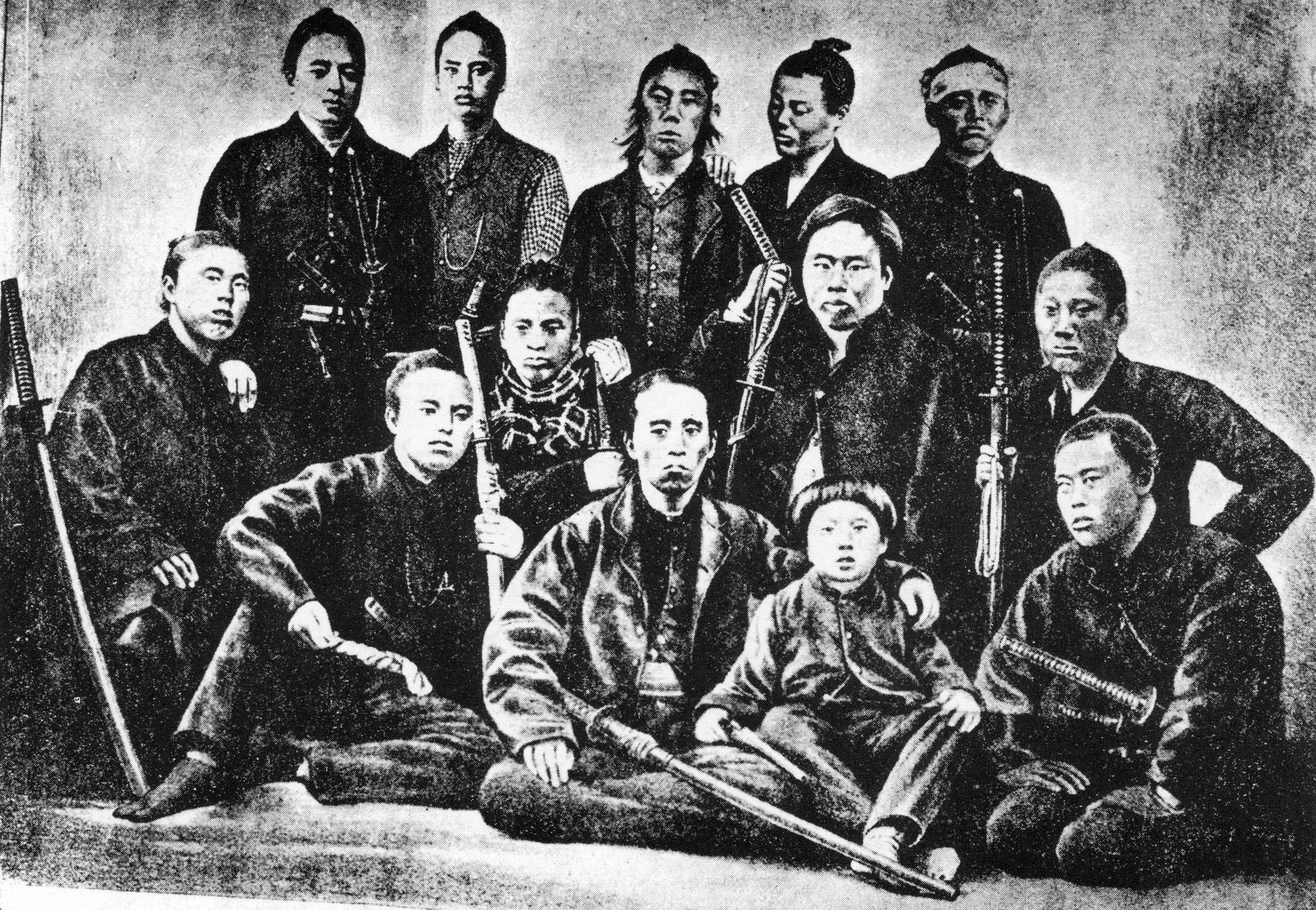
迅衝隊幹部（前列左端が伴、左から2人目が板垣退助、中列左から2人目が谷守部、後列左端が片岡健吉）

その後、土佐藩迅衝隊大軍監として戊辰戦争に従軍。閏4月15日に新兵2小隊を率いてイギリス船で大阪を出発し、第一次今市戦後の27日に迅衝隊総督板垣退助らが滞陣する今市に到着。以後、棚倉城・三春城への進軍、二本松の戦い、会津戦争に加わり、迅衝隊諸隊を率いた。二本松城落城後には、土佐藩主山内豊範の姉が米沢藩主上杉斉憲に嫁いでいる関係から、迅衝隊大軍監谷守部（干城）、片岡健吉、伴の連名で米沢藩に勧降書が送られ、これが同藩の降伏につながった。会津藩降伏後、迅衝隊は東京に凱旋し、伴は片岡とともに凱旋兵を率いて10月30日に高知に戻った。
明治2年（1869年）5月頃、新政府が設けた公議所の公議人となり、外国交際分課を担当。公議所が集議院に改組された後も議員を務めた。

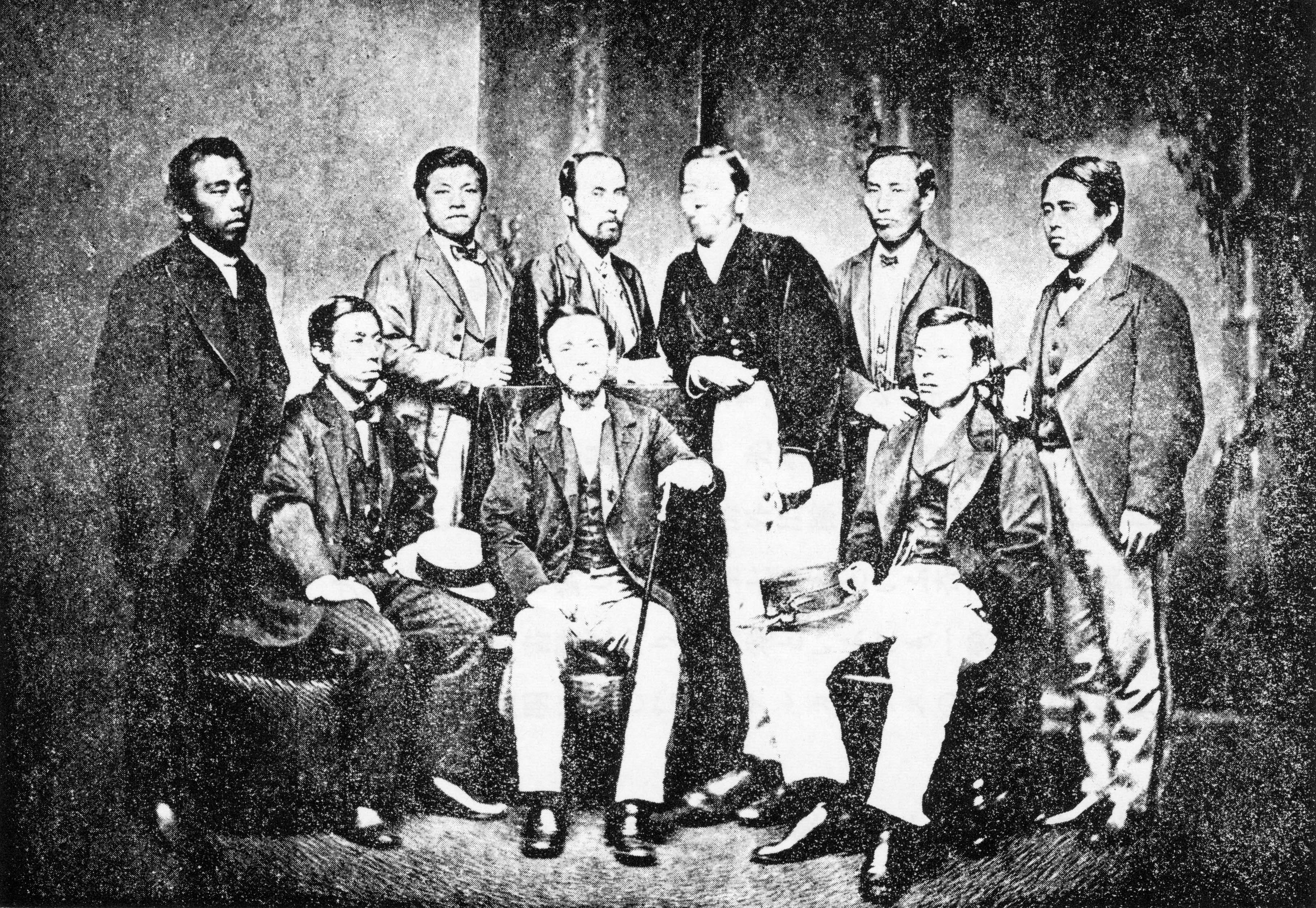
サンフランシスコにおける各藩視察員（後列右端が片岡健吉、前列中央が伴）

明治3年（1870年）12月、新政府が高知藩を含む13大藩に対し、藩政当局者の中から2名を選んで海外視察を行うよう命じると、高知藩は権大参事の片岡と権少参事の伴を視察員に選定した。大藩視察団は翌年5月、およそ1年をかけて欧米各国を巡りインド洋経由で帰国する予定で横浜を出発。一行は米国を経て英国に渡り、同年9月（1871年10月）にロンドンを後にしたが、片岡はそのまま英国留学する道を選んだ。一方、伴は廃藩置県の知らせを受けて8月末に帰国の途に就き、12月に横浜に戻った。
帰国後は明治5年（1872年）4月に文部省七等出仕、翌年4月に文部省六等出仕となり、明治7年（1874年）9月に出仕を免じられるまで同省に在職。明治5年6月から南校副校長（のち第一大学区第一番中学副長）、翌年5月から開成学校学長（11月に校長と改称）、同12月から明治7年2月まで同校副長を務め、さらに明治6年（1873年）11月から東京外国語学校長、12月から同校副長を兼務した。明治7年2月からは第三第四第五大学区督学事務取扱となり、4月には新設の宮城外国語学校長に転じている。
明治8年（1875年）3月、今度は司法省七等出仕となり、5月には七等判事に就任（明治10年6月、判事に更任）。大阪裁判所に勤務し、明治11年（1878年）には大審院に移った。その後、明治14年（1881年）6月に文部少書記官として文部省に戻り、翌年12月に文部権大書記官に進んだのち、明治18年（1885年）12月に非職となった。文部省内では明治14年6月から内記局長、同年11月から明治18年2月まで庶務局長を務め、庶務局廃止後は学務二局に勤務した。
退官後は実業界に入って失敗し、晩年は寺院に暮らしたという。明治41年（1908年）4月、史談会での講演中に脳溢血で倒れ、一命を取りとめ快復に向かったものの同年6月14日に死去した。享年66。

## 栄典
- 1885年（明治18年）11月19日 - 勲六等単光旭日章[22]

## 著作
- 「宮城福島両県下学事巡視功程」（『教育雑誌』第168号、文部省、1882年9月）、「宮城福島両県下学事巡視功程」（第169号、1882年10月）
  - 宮城福島両県下学事巡視功程（『文部省第十年報附録』） - 抄録
- 「学事巡視概況（文部省報告）」（『官報』第707号、1885年11月7日）、「学事巡視概況（文部省報告ノ続）」（第709号、1885年11月10日）、「学事巡視概況（文部省報告ノ続）」（第710号、1885年11月11日）

回顧録
- 「神戸外国人に対する錦旗事件」（『史談会速記録』第184輯、史談会、1908年6月）
  - 史談会編 『史談会速記録 合本二七』 原書房、1973年10月